# Szigethy Attila
Szigethy Attila (Kapuvár, 1912. március 10. – Győr, 1957. augusztus 12.) magyar politikus, részt vett az 1956-os forradalomban.

## Élete a forradalomig
Apja, Szentiványi Szigethy Tivadar bírósági végrehajtó, anyja, Horváth Terézia pedig háztartásbeli volt. Az apai ágon nemesi származású Attila a polgári iskolát követően 1929-ben a kapuvári járásbíróságon vállalt állást, ahol 1939-től a Körzeti Ipartestületnél lett jegyző. 1937-ben megnősült, később két gyermeke született. A második világháború idején az ellenállás tagja volt, a német megszállás után több üldözöttnek is menedéket nyújtott, többek között Dobi Istvánnak. Az 1947-es választásokon a Nemzeti Parasztpárt színeiben bejutott az országgyűlésbe, ahol (noha a kommunista pártba nem lépett be) egészen 1957-ig ült.
1950 és 1954 között a Győr-Sopron megyei tanács elnökhelyettese, majd 1954 őszétől a Hazafias Népfront Győr-Sopron megyei alelnöke volt. Mivel Nagy Imre reformpolitikáját támogatta, hivatalából eltávolították. Ekkor Erdei Ferenc közbenjárására kinevezték a Kistölgyfai Állami Gazdaság igazgatójának.

## A forradalomban betöltött szerepe
1956. október 26-án Győrbe ment, ahol az Ideiglenes Nemzeti Tanács elnöke lett. Kezdettől fogva a békés megoldás mellett volt, így értesülve a mosonmagyaróvári sortűzről, Földes Gábort és Tihanyi Árpádot küldte a városba a további vérontás megakadályozása érdekében. Október 28-án ultimátumot intézett Nagy Imréhez, amiben követelte a többpártrendszer visszaállítását, az ÁVH feloszlatását és a szovjet csapatok kivonását. Október 30-án a vagongyári munkások és a honvédség mozgósításával sikeresen megakadályozta Somogyvári Lajos puccskísérletét, október 31-én pedig a Dunántúli Nemzeti Tanács elnökévé választották. A november 4-ét követő néhány napon előbb bujkált, majd visszatért Győrbe, ahol megpróbálta megakadályozni a forradalom helyi vezetőinek a letartóztatását. Kádár János a politikai stabilizáció elérése érdekében mások mellett Szigethyt is próbálta a saját oldalára állítani; előbb kormánymegbízotti munkát, majd november 27-én a földművelésügyi miniszterséget ajánlották fel neki, de mindkettőt visszautasította. 
Utolsó próbálkozásként 1957 februárjában a Hazafias Népfront delegációjával Bulgáriában járt, Szigethy azonban továbbra is elutasította az együttműködést Kádárékkal. 1957. május 3-án letartóztatták, május 9-én pedig megfosztották képviselői mandátumától és eljárás indult ellene a forradalomban betöltött szerepe folytán. Mivel az első koncepciós perek addigra már lezárultak, tudván, hogy mi vár rá, inkább a halálba menekült. Két sikertelen öngyilkossági kísérlet után végül 1957. augusztus 12-én a győri katonai kórház második emeletéről vetette le magát, szörnyethalt.